# Chanira Bajracharya
Chanira Bajracharya (Nepal, 1995) es una ex-Kumari o Diosa Viviente de Patan en Nepal. Fue escogida como diosa viviente en el 2001 y fue entronizada cuando tenía cinco años de edad. Su reinado acabó cuando llegó a la pubertad a los 15 años momento en el que ella menstruó por primera vez, como es costumbre para Kumaris. Fue sucedida por Samita Bajracharya.
Bajracharya es la sobrina de Dhana Kumari Bajracharya, una de las diosas vivientes de servicio más largo, quien reinó en Patan durante tres décadas.
Bajracharya habla inglés fluidamente, el cual aprendió durante su reinado como Diosa Viviente, y es actualmente estudia empresariales.